# Церковь Троицы Живоначальной Ново-Голутвина монастыря
Церковь Троицы Живоначальной (Троицкий храм Ново-Голутвина монастыря) — православный храм в городе Коломне Московской области, на территории Ново-Голутвина монастыря. Построена в 1680—1705 годах.

## История
В 1680—1705 годах на архиерейском дворе архиепископом Коломенском Антонием (Одинович) была построена каменная Троицкая церковь. В 1739 году после крупного пожара архитектором Иваном Мичуриным составлено описание церкви и смета на её восстановление.
Здание храма представляло собой одноглавый четверик, окруженный закрытой галереей. С северной стороны церкви была паперть с площадкой и 14-ю ступенями. В подклете имелась кладовая с дверью и тремя слюдяными окнами. С западной стороны храм соединялся деревянным переходом с архиерейскими палатами, который сгорел во время пожара.
В 1742 году был произведён ремонт храма. Предположительно, интерьер церкви был украшен лепниной и росписью в стиле барокко (в 1980-х годах лепнина сохранилась только на сводах алтаря). После упразднения Коломенской епархии в 1799 году в помещениях архиерейского дома предполагалось разместить два эскадрона Екатеринославского кирасирского полка, однако в 1800—1801 годах в эти помещения была переведена братия Богоявленского Голутвина монастыря. В 1801 году была восстановлена железная кровля храма, повреждённая бурей. В 1819 и 1871 годах здание храма снова ремонтировалось.
В 1872 году была полностью перестроена деревянная галерея, соединяющая архиерейский корпус с Троицким храмом. На её месте возникла более современная с застеклёнными рамами. Церковь была расписана в стиле академической живописи. В конце XIX — начале XX веков перестройке подверглись все окна, утратившие свои старинные формы и растесанные в прямоугольные с штукатурными наличниками. Портал северного фасада был превращён в трехчастное окно, паперть с лестницей к этому времени уже отсутствовала. В подклете были сделаны новые окна, в трапезной части с западной стороны пристроена паперть.
В 1929 году церковь была закрыта и пришла в запущенное состояние. В 1940–1950 годах она сдавалась в аренду швейно-ремонтной артели. Были полностью утрачены отделка интерьеров, росписи, иконостас за исключением нескольких фрагментов лепнины XIX века в алтарной части. В конце 1970-х годов трестом «Мособлстройреставрация» были начаты реставрационные работы. Была разобрана поздняя западная паперть, по архивным и иконографическим материалам восстановлен первоначальный облик здания — наличники окон, порталы, лопатки фасадов. В процессе восстановления декора художник А. Д. Червяков выполнил проект полихромной окраски храма.
В 1989 году храм был возвращён Русской православной церкви. В 1990 году в его подклете устроен придел блаженной Ксении Петербургской.
В 1990-х годах художник Александр Чашкин восстанавливал интерьеры и декор храма. В 1998 году главная лестница Троицкого храма была украшена резными деревянными столбами, балясинами, раскрашенными по аналогии с полихромной росписью фасадов. В 1999 году была расписана трапезная часть храма и выполнена роспись фасадов полихромными красками, в 2003 году — выложены мозаикой полы храма, в 2004 году установлен новый иконостас. В 2018 году построена лестница к южному порталу храма.
В настоящее время Троицкий храм является главным храмом Ново-Голутвина Свято-Троицкого монастыря.

## Описание
Церковь кирпичная, бесстолпная, одноглавая, на высоком подклете, сооружена в местных, несколько упрощенных формах московского барокко. Двусветный центральный четверик храма, перекрытый сомкнутым сводом, с трех сторон окружён галереей. В оформлении фасадов использованы детали, ведущие происхождение от «нарышкинского» барокко конца XVII века, такие как форма наличников окон и портала, и элементы древнерусского зодчества, такие как зубчатый карниз и элементы порталов. Углы фасадов оформлены широкими лопатками, имеющие сверху узкие «пилястры» с расширением вверху и внизу. Фасады и лестница в храм раскрашены полихромными красками.